# Кириченко Віктор Олексійович
Кириченко Віктор Олексійович — український поет, прозаїк, автор текстів пісень, композитор.

## Біографія
Віктор Олексійович Кириченко народився 2 липня 1941 р. у с. Родіонівка Ямського району Сталінської (тепер Донецької) області. Сім'я переїхала до м. Мерефа Харківської області в 1950 році, Навчався в Мерефянській школі № 6, яку закінчив у 1958 р.
При міській дитячій бібліотеці міста існував літературний гурток, який В. Кириченко почав відвідувати в шкільні роки. Також він професійно займався спортом. Віктор Олексійович кандидат у майстри спорту з футболу, туризму, греблі на байдарці.
У 1972 році Віктор Кириченко закінчив Харківський інститут інженерів залізничного транспорту за спеціальністю інженер-електрик. Працював на Далекому Сході.
Повернувшись до Харкова, займав керівні посади:
- головний інженер «Харківелектропостачзбут» (1981—1985);
- заступник генерального директора «Харківтеплокомуненерго» (1990—1992);
- директор фірм «Кіпава» (1993—1994, м. Мерефа Харківського району), «Парі» (1994—1996), «Восток» (1996—2003; обидві — Харків).

Віктор Кириченко друкувався в газетах, відвідував літературні студії. Провідні теми у творчості Віктора Олексійовича — любов до рідного краю, складний внутрішній світ сучасника, філософське осмислення буття.
Помер 13 червня 2017 року.

## Творча діяльність
Автор книжок: «Моя Україна» (1994), «Дороги» (1997), «Золоті ворота» (1998), «Слобідська раїна» (1999), «Український сонцептах» (2004), «Сонця м'яч непереможний» (2006), «Ялтинські акварелі» (2007), «Чемпіон» (2008), «Настуся-сонечко» (2009).
Постійно друкувався в ЗМІ та альманахах «Слобожанський круг», «Слобожанщина». Написав тексти та музику до пісень «Мерефу любіть», «Офіцери», «Динамівські фани», «Місячне сяйво», «Місто кохання», «Мої Бабаї».
Переклав українською мовою вірші О. Мандельштама, М. Заболоцького, М. Рубцова, Й. Бродського, Б. Чичибабіна, А. Жигуліна, Д. Кедріна, Д. Самойлова.
В. Кириченко мав активну життєву позицію, часто проводив творчі вечори та зустрічі в багатьох ліцеях і школах, технікумах, бібліотеках і військових частинах, виступи в морських ветеранських організаціях, зокрема й у товаристві ветеранів-підводників ім. І. Фісановича сухопутного Харкова.
Член Національної спілки письменників України, Всеукраїнської спілки письменників-мариністів, творчої Асоціації літераторів «Слобожанщина» та Ялтинського літературного товариства ім. А. П. Чехова. Почесний громадянин Мерефи.
Поетична і пісенна творчість Віктора Олексійовича відома не тільки в Харкові і містах Харківської області, але й у Севастополі, Сімферополі, Ялті, Євпаторії, Сумах і Бєлгороді.

### Твори
- Дороги: стихи / В. А. Кириченко. — Харьков: Прапор, 1997. — 64 с.
- Золоті ворота: вірші / В. О. Кириченко. — Харків: Прапор, 1998. — 87 с.
- Слобідська раїна: поезії, переклади, пісні / В. О. Кириченко. — Харків: Прапор, 1999. — 159 с.
- Настуся-сонечко : [вірші для дітей] / В.Кириченко, Н.Кириченко. – Суми : Корпункт, 2009. – 32 с.
- Сонця м'яч непереможний: вибране / В. О. Кириченко. — Харків: Прапор, 2006. –95 с.
- Чемпіон: оповідання / В. О. Кириченко. — Харків: Майдан, 2008. — 102 с. — (Проза Слобожанщини).
- Ялтинські акварелі: поезії, оповідання / В. О. Кириченко. — Харків: Основа, 2007. –208 с.
- Лелечин край; Я повертаюсь; Медитація; Віче; Мелодія; Бабаївський ярмарок; Мої Бабаї; Ти і я; Моє місто; Вічність; Мерефу любіть; Я в вагоні сиджу… : [вірші] / В.Кириченко // Трибуна трудящих. – 1999. – 6 берез.

### Рекомендована література
- Віктор Кириченко // Письменники Харкова: довідник. — Харків, 2003. — С. 246—247.
- Возіянов М. К. Кириченко Віктор Олексійович / М. К. Возіянов // Енциклопедія Сучасної України. — Київ, 2013. — Т. 13. — С. 56.
- Ковалевський О. Життєве коло Віктора Кириченка / О.Ковалевський // Кириченко В. Золоті ворота: вірші / В.Кириченко. — Харків, 1998. — С. 3-4.
- Леміщенко В. Висока Слобідська тополя / В.Леміщенко // Кириченко В. Слобідська країна: поезії, переклади, пісні / В. О. Кириченко. — Харків, 1999. — С. 3-4.
- Пивовар М. Шлях до моря і серця / М.Пивовар // Кириченко В. Ялтинські акварелі: поезії, оповідання / В. О. Кириченко. — Харків, 2007. — С. 3-4.
- Приз Н. С любовью о малой родине. Поселок Бабаи: страниці истории и современность и современность : [сб.очерков] / Н. Приз, О.Пересада, Н. Рубан, в. Булат.-Харьков : Золотые страницы, 2015. -с. 249-252.